# Petrolul Ploiești
Petrolul Ploiești is een voetbalclub uit Ploiești, Roemenië. De club werd in 1924 opgericht als FC Juventus Boekarest. De club onderging een aantal naamsveranderingen en in 1952 verhuisde de club zelfs van de hoofdstad Boekarest naar Ploiești. De club werd drie keer landskampioen. In 2002 degradeerde de club uit de hoogste klasse. In 2011 promoveerde de club weer. Door financiële problemen werd de club in 2016 ontbonden nadat het uit de hoogste klasse degradeerde. Maar daarna werd de club weer heropgericht en ging van start in de vierde klasse. In 2018 promoveerde de club weer naar de tweede klasse.

## Erelijst
- Landskampioen

1958, 1959, 1966
- Beker van Roemenië

Winnaar: 1963, 1995, 2013
Finalist: 1952

## Naamsveranderingen
- 1924 : opgericht als FC Juventus Boekarest
- 1947 : Distributia Boekarest
- 1948 : Petrolul Boekarest
- 1949 : Competrol Boekarest
- 1949 : Partizanul Boekarest
- 1949 : Energia Boekarest
- 1950 : Flacara Boekarest
- 1952 : Flacara Ploiesti
- 1952 : opgegaan in Partizanul Ploiesti
- 1956 : Energia Ploiesti
- 1957 : FC Petrolul Ploiesti
- 1992 : FC Ploiesti
- 1993 : FC Petrolul Ploiesti

## Samenwerkingen
De fans van Petrolul Ploiești hebben o.a een fanverbinding met Vitesse. Tijdens de promotie van Petrolul in 2022 was er in stadion GelreDome een respectactie te zien vanuit de Vitesse-fans. Onderlinge fanacties vinden vaker plaats tussen deze clubs, het gaat meestal om spandoeken.
Op 12 oktober 2024 speelt Vitesse een oefenwedstrijd tegen Petrolul Ploiești in verband met het 100-jarig bestaan van de Roemeense club.

## In Europa
Petrolul Ploiești speelt sinds 1958 in diverse Europese competities. Hieronder staan de competities en in welke seizoenen de club deelnam:
- Europacup I (3x)

1958/59, 1959/60, 1966/67
- Europa League (2x)

2013/14, 2014/15
- Europacup II (2x)

1963/64, 1995/96
- UEFA Cup (1x)

1990/91
- Jaarbeursstedenbeker (3x)

1962/63, 1964/65, 1967/68

## Bekende (ex-)spelers
- Mircea Dridea
- Mohamed Tchité
- Gevaro Nepomuceno
- Jeroen Lumu
- Ilie Bărbulescu
- Bart Meijers
- Jeremy Bokila